# Renate Wagner-Wittula
Renate Wagner-Wittula (* 1956 in Addis Abeba) ist eine österreichische Sachbuchautorin, Lektorin und Journalistin zu den Themen Kulinarik und Touristik.

## Werdegang
Renate Wagner-Wittula ist als Tochter eines Architekten und einer Lehrerin in Linz aufgewachsen. Ihr Interesse an kulinarischen Themen teilte sie mit Christoph Wagner, den sie bereits als Jugendliche kennenlernte und den sie 1978 heiratete. Beide studierten Germanistik und Anglistik an der Universität Wien, Wagner-Wittula dazu auch Kulturelles Management.
Zu Beginn ihres Arbeitslebens schrieb sie freiberuflich Texte für Zeitschriften, Reiseführer und Broschüren. Später arbeitete sie als Lektorin von Kochbüchern und Co-Autorin für Kochbücher ihres  Mannes. Seit 2001 erschienen Kochbücher unter ihrer Erst- oder Alleinautorenschaft. Nach dem Tod ihres Mannes 2010 brachte sie seine unvollendeten Bücher zusammen mit ihren Töchtern Helene und Ruth zur Druckreife. Weitere Bücher entstanden in Zusammenarbeit mit Ingrid Pernkopf und Jörg Wörther und Toni Mörwald. Zusammen mit Klaus Egle führt Wagner-Wittula den von ihrem Mann unter dem Titel Wo isst Österreich begonnenen Restaurantführer unter dem Titel Wirtshausführer fort. Bis 2016 erschien eine regelmäßige Kolumne von ihr im Magazin Maxima. Für die Zeitschriften Gusto, Falstaff liefert Wagner-Wittula kulinarische Beiträge.

## Schriften (Auswahl)
- Tirol : Reiseführer mit Insider-Tips.  Mairs Geographischer Verlag, Ostfildern 1993, ISBN 978-3-87504-888-9 (mit Christoph Wagner).
- Aus Pfarrers Küche. Die gute Küche der Pfarrersköchinnen. Mit kulinarischen Randbenerkungen. Edition Löwenzahn, Innsbruck 1999, ISBN 3-7066-2188-6 (mit Christoph Wagner).
- Aus Kaisers Küche  – die besten Rezepte aus der K & K Küche. NP-Verlag, St. Pölten o. J. (um 2001), ISBN 978-3-85326-361-7  (mit Christoph Wagner; Neuauflage 2010; englische Übersetzung  unter dem Titel Imperial Austrian Cuisine, 2001 und 2006).
- Das kleine Kochbuch aus Österreich. Hölker, Münster 2005, ISBN 978-3-88117-672-9  (mit Christoph Wagner; englische Übersetzung unter dem Titel The Little Austrian Cookbook, 2008).
- Das-Kind-geht-aus-dem-Haus-Kochbuch. Überleben ohne Mama. Pichler, Wien 2007, ISBN 978-3-85431-432-5 (Fotos von Kurt-Michael Westermann).
- Aus Großmutters Kochtopf – traditionelle österreichische Küche. Oberösterreich-Verlag, Linz 2010, ISBN 978-3-902775-04-7 (mit Christoph Wagner).
- Schnelle Küche für Berufstätige – das Bürokochbuch. Pichler, Wien 2011, ISBN 978-3-85431-549-0 (Fotos von Peter Barci).
- Austro-Grill – über 200 raffiniert einfache Rezepte. Löwenzahn, Innsbruck 2011, ISBN 978-3-7066-2486-2 (mit Toni Mörwald und Jörg Wörther; Fotos von Michael Eckstein).
- Die Küche der österreichischen Regionen.  Haymon, Innsbruck 2012, ISBN 978-3-85218-926-0 (mit Christoph Wagner).
- Wiener Küche – die besten Rezepte. Pichler, Wien 2013, ISBN 978-3-85431-629-9 (englische Übersetzung unter dem Titel Vienese cuisine – the best recipes, um 2013).
- Christoph Wagners Lebenskochbuch. Pichler, Wien 2014, ISBN 978-3-85431-659-6.
- Tafelspitz & Co – Wiener Klassiker. Pichler, Wien 2017, ISBN 978-3-222-14002-0 (Illustrationen von Peter Barci).
- Resteküche – nachhaltig, köstlich, alltagstauglich. Pichler, Wien 2018, ISBN 978-3-222-14027-3 (mit Ingrid Pernkopf; Fotos von Peter Barci).
- Heute lieber kein Fleisch – Österreichs beste vegetarische Rezepte. Pichler, Wien 2020, ISBN 978-3-222-14044-0 (mit Ingrid Pernkopf).
- So grillt Österreich. Brandstätter, Wien 2021, ISBN 978-3-7106-0474-4 (mit Adi Bittermann; Fotos von Thomas Apold).
- Knödelschatz  – unsere besten Rezepte.  Pichler, Wien 2021. ISBN 978-3-222-14050-1 (mit Ingrid Pernkopf).
- Strudelei – unsere besten Rezepte. Pichler, Wien 2022, ISBN 978-3-222-14052-5 (mit Ingrid Pernkopf).
- Wirtshausführer 2023 – Österreichs Nr. 1, Gourmedia, Wien 2022, ISBN 978-3-9505258-0-9 (als Herausgeber, mit Klaus Egle und Elisabeth Egle).
- Meine Bauernküche. Saisonale Rezepte für die nächste Generation. Styria Verlag, Wien 2023, ISBN 978-3-222-13720-4 (mit Elisabeth Lust-Sauberer).

## Auszeichnungen
- 2021: Silbermedaille der Gastronomischen Akademie Deutschlands in der Kategorie Vegetarisch/Vegan für Heute lieber kein Fleisch (mit Ingrid Pernkopf)[2]
- 2022: Silbermedaille der Gastronomischen Akademie Deutschlands in der Kategorie Backen & Patisserie für Strudelei (mit Ingrid Pernkopf)[3]